# Linda Bouhenni
Linda Bouhenni est une actrice française connue pour son rôle de Nirina dans la série de France 3, Plus belle la vie.
Au cinéma, on peut la voir dans Camping à la ferme de Jean-Pierre Sinapi, avec Roschdy Zem et Julie Delarme.

## Biographie
Elle est titulaire d'un baccalauréat littéraire option danse classique.
Puis, elle entre au conservatoire d'art dramatique du Ve arrondissement de Paris.

## Filmographie

### Cinéma

#### Longs métrages
- 2000 : Deuxième Vie, de Patrick Braoudé
- 2004 : Camping à la ferme, de Jean-Pierre Sinapi

#### Court métrage
- 1999 : Bombe sexuelle, d'Aurélie Pastia

### Télévision
- 1998 : Marc Eliot
- 1998 : Les Monos, de Patrick Volson
- 2000 : Nana, d'Édouard Molinaro
- 2000 : Joséphine, ange gardien, de Jacob Berger
- 2001 : Âge sensible
- 2001 : La Crim', de Jean-Pierre Prévost
- 2004 : Les Monos, de Dennis Berry
- 2004 : Sauveur Giordano
- 2004 : Central Nuit, de Pascale Dallet
- 2005 : Joséphine, ange gardien, de Vincent Monnet
- 2006 : Cœur Océan : Souad
- 2006 - 2008 : Plus belle la vie (saisons 2 à 5) : Nirina Tsiranana, petite amie de Nathan Leserman
- 2009 : Aïcha, de Yamina Benguigui
- 2009 : De feu et de glace, de Joyce Buñuel : Sarah
- 2011 : Aïcha, job à tout prix, de Yamina Benguigui
- 2011 : Aïcha, la grande débrouille, de Yamina Benguigui
- 2012 : Aïcha, vacances infernales, de Yamina Benguigui
- 2015 : Contre-enquête de Henri Helman
- 2017 : L'Art du crime, série créée par Angèle Herry-Leclerc et Pierre-Yves Mora : Jade Laoud
- 2018 : Léo Matteï, Brigade des mineurs, Saison 6 : Lieutenant Fred
- 2024 : Le Voyageur, saison 2, épisode La tentation du mal : Lieutenant Lisa Altmering

## Théâtre
- 1999 : L'Amant, mise en scène de Florence Haziot, au Théâtre l'Œil du Huit

## Distinctions
- Médaille d'or du Conservatoire de danse[réf. souhaitée]